# Martin Gareis
Martin Gareis (Buch, 6 ottobre 1891 – Kreuth, 6 febbraio 1976) è stato un generale tedesco, decorato con la Croce di Cavaliere della Croce di Ferro con foglie di quercia nel corso della seconda guerra mondiale, in cui fu comandante della 98. Infanterie-Division e della 264. Infanterie-Division. Citato nel Wehrmachtbericht il 16 novembre 1943.

## Biografia
Nacque a Buch, un quartiere di Berlino, il 6 ottobre 1891, figlio di un pastore. Fu educato nel corpo dei cadetti e poi si arruolò nello Infanterie-Regiment "Großherzog Friedrich Franz II. von Mecklenburg-Schwerin" (4. Brandenburgisches) Nr.24 dell'esercito prussiano come alfiere il 21 dicembre 1909. Dopo aver completato con successo gli studi alla Scuola di guerra di Potsdam, il 18 agosto 1911 fu promosso tenente. Dal febbraio 1914 prestò servizio in una compagnia mitraglieri con la quale prestò servizio nelle fasi iniziali della prima guerra mondiale. Rimase ferito alla fine dell'ottobre 1914 durante i combattimenti sull'Aisne, Giunse poi a Döberitz a metà febbraio 1915, dopo la sua guarigione, come insegnante per il corso di addestramento all'uso della mitragliatrice. Nell'aprile del 1915 ritornò sul fronte occidentale come comandante di compagnia del suo reggimento. Dopo la seconda battaglia dell'Artois, dove combatté a La Bassée ed a Arras e la guerra di trincea nelle Fiandre e nell'Artois fu aiutante di campo presso lo stato maggiore della 5. Infanterie-Division da metà ottobre 1915 al marzo 1916. Ritornò poi al suo reggimento d'origine e combatté come comandante di compagnia nella battaglia di Verdun nei mesi successivi. Alla fine di settembre 1916 fu per un breve periodo ufficiale addetto alle mitragliatrici presso lo stato maggiore e fu promosso aiutante di reggimento il 14 ottobre 1916. Per i suoi meriti gli furono conferite entrambe le classi della Croce di Ferro, la Croce di Cavaliere dell'Ordine di Hohenzollern, la Croce al merito militare di prima classe del Meclemburgo-Schwerin e il Distintivo per feriti in ferro. Negli ultimi giorni della Grande Guerra, dal 23 ottobre 1918 prestò servizio come primo tenente ed aiutante di campo della 12ª Brigata fanteria.
Dopo la firma dell'armistizio di Compiègne ritornò in Patria e con la successiva smobilitazione, dal 1° aprile 1919 venne inizialmente impiegato come aiutante di campo del II Comando distrettuale di Berlino. Il 1° agosto 1919 fu trasferito alla Reichswehr provvisoria, assegnato al 30. Infanterie-Regiment e comandò come aiutante di campo il battaglione di rinforzo della 15ª Brigata ad Angermünde. Pur mantenendo questo comando, il 1° dicembre 1919 venne trasferito al 103. Infanterie-Regiment, e due mesi dopo divenne aiutante di campo del comando della guarnigione di Brandeburgo sulla Havel. A metà maggio 1920 venne trasferito come comandante di plotone al 5. Infanterie-Regiment, dove rimase con varie funzioni fino al 31 gennaio 1932. Fu successivamente nominato aiutante di campo del Vicecomandante della fanteria e comandante del Meclemburgo, venendo promosso maggiore il 1° agosto 1933 e trasferito al comando della Wehrgau di Schwerin due mesi dopo. Rimase qui per un anno e assunse l'incarico di comandante del 2° Battaglione dell'Infanterie-Regiment Allenstein. Mantenne questo comando anche dopo l'espansione della Wehrmacht e il suo cambio di nome in 2. Infanterie-Regiment. Il 1° marzo 1936 fu promosso tenente colonnello.
Nell'ottobre del 1937 lavorò come comandante del Lehrgruppe B presso la Scuola di guerra di Monaco di Baviera. Fu promosso colonnello il 1° agosto 1938, trasferito alla Führerreserve il 1° marzo 1939 e gli fu assegnato l'incarico di addestrare le associazioni statali di fucilieri in Baviera.
All'inizio della seconda guerra mondiale era comandante del 282. Infanterie-Regiment formatosi nell'area di addestramento militare di Grafenwöhr, nel XIII Distretto militare, come parte della quinta Aufstellungswelle (ordine di mobilitazione) della neocostiuita 98. Infanterie-Division. Prese parte alla battaglia di Francia e all'Operazione Barbarossa contro l'Unione Sovietica. Qui ricevette entrambe le Fibbie della Croce di Ferro e, il 18 ottobre 1941, la Croce militare tedesca in oro.
Nel dicembre 1941 gli fu affidato il comando della 98. Infanterie-Division e nel febbraio 1942 fu promosso generalmajor. Lui e la sua divisione furono dispiegati in Oriente per due anni, durante i quali la divisione subì pesanti perdite e alcuni reggimenti furono sciolti. Durante la sua subordinazione allo Heeresgruppe Mitte dall'ottobre 1941 al giugno 1943, la divisione fu equipaggiata con carri armati sovietici T-26 e T-70 catturati. Il 1° gennaio 1943 fu promosso tenente generale e il 29 novembre 1943 gli fu conferita la Croce di Cavaliere della Croce di Ferro.
Dopo che questa divisione fu assegnato al comando del tenente generale Alfred Hermann Reinhardt, egli trascorse circa due mesi nella riserva e il 5 maggio 1944 gli fu assegnato il comando della 264. Infanterie-Division, che fu schierata principalmente in Dalmazia. Successivamente gli fu conferito l'Ordine di Michele il Coraggioso e fu sostituito al comando della divisione dal maggior generale Alois Windisch. Da gennaio a maggio 1945, dopo un breve periodo nella riserva, gli fu affidato il comando della XXXXVI. Panzerkorps, che combatté nella Prussia Occidentale e in Pomerania, e il 1° aprile 1945, poco prima della fine della guerra, fu promosso General der Infanterie e di comandante generale del XXXXVI. Panzerkorps.
Il 2 maggio 1945 venne fatto prigioniero dagli inglesi. Dall'8 maggio 1945 prestò servizio come ufficiale di collegamento tedesco tra il quartier generale del feldmaresciallo Bernard Montgomery e i campi di prigionieri di guerra dell'esercito britannico. Il 23 agosto 1946 fu trasferito in custodia presso gli americani venendo rilasciato nel giugno 1947.
Si spense a Kreuth il 26 febbraio 1976 e fu sepolto nel locale cimitero.